# Plastixx
Plastixx bezeichnet den im Juni 2005 eingeführten Polymer-Preisindex der Branchenpublikation 'KI – Kunststoff Information'. Dieser Index bildet repräsentativ die Preisentwicklung von Kunststoffen in Westeuropa ab. Die Berechnung erfolgt monatlich auf Basis der von KI ermittelten und veröffentlichten Marktpreise für Standard-Thermoplaste und technische Thermoplaste.
Während der Plastixx die wichtigsten thermoplastischen Kunststoffe insgesamt umfasst, spiegelt der Plastixx ST die Preisentwicklung der Standard-Thermoplaste und der Plastixx TT diejenige der technischen Thermoplaste wider. Die Basis für Plastixx, Plastixx ST und Plastixx TT ist Januar 2002 mit 1000 Punkten.
Der Plastixx bildet die Preisentwicklungen von PE-LD/LLD, PE-HD, PP, PVC, PS, PET sowie ABS, PA, PC, PMMA, POM und PBT nach dem Prinzip des sog. "Paasche-Index" ab. In die monatliche Indexberechnung gehen die durchschnittlichen westeuropäischen Marktpreise der Materialien, gewichtet nach westeuropäischen Verbrauchsmengen, ein. Die Gewichtung nach Verbrauchsmengen wird jährlich aktualisiert. Die Daten basieren auf unabhängigen Umfragen von KI im Rahmen eines seit dem Jahr 2002 bestehenden Panels (Panelforschung). Da die Preisentwicklung der einzelnen Thermoplast-Typen unterschiedlich (auch gegenläufig) sein kann, lässt dieser Index allerdings keine Schlüsse auf die tatsächlichen Preisentwicklungen der jeweiligen Kunststofftypen zu.

## A-Plastixx
Im Oktober 2008 wurde der A-Plastixx eingeführt. Jeder der sechs A-Plastixx Indizes bildet die Preisentwicklung einer Gruppe von Kunststoffen ab, die für ein jeweiliges Marktsegment bestimmend sind: Verpackung, Bau, Automobil und Elektrowaren. Sie fügen sich vollständig konsistent in die Plastixx-Reihe und die Datensystematik von KI – Kunststoff Information ein.

### A-Plastixx-Typen im Einzelnen
A-Plastixx Bau
- Anwendung: Kunststoffe im Hoch- und Tiefbau
- Produkte:  Strang- und flachextrudierte Halbzeuge, Blockhartschaum, Spritzgießteile (Rohre, Profile, Platten, Bodenbeläge, Dämmung, Beschläge …)
- Verbrauch Europa 2007:  > 7 Mio t
- Typen im Index:  PVC, PE-HD, EPS, PP, PMMA, ABS, PUR, PA

A-Plastixx E+E
- Anwendung: Thermoplaste in Elektrowaren und Elektronik
- Produkte:  Spritzgießteile, Thermogeformte Platten, Extrusionsprodukte (Außen- und Innen-Gehäuse, Schalter, Kabel, Funktionsfolien …)
- Verbrauch Europa 2007:  > 1,7 Mio t
- Typen im Index:  PP, PS, PVC, PA, ABS, PE-LLD, PE-HD, PC, PBT, POM, PET, PMMA

A-Plastixx PackFlex
- Anwendung: Flexible Kunststoff-Verpackungen
- Produkte:  Blas- und Gießfolien aller Art (Stretch, Shrink, BOPP, Barriere, Lebensmittel, Beutel …)
- Verbrauch Europa 2007:  > 11 Mio t
- Typen im Index:  PE-LD, PE-LLD, PP, PE-HD, PVC

A-Plastixx PackRigid
- Anwendung: Feste Kunststoff-Verpackungen
- Produkte:  Blasgeformte / spritzgegossene Hohlkörper und Teile, Feste Folien, geschäumte Formteile aller Art (Flaschen, Kanister, Boxen und Behälter, Verschlüsse und Deckel, Becher, Blister, Stoßschutz …)
- Verbrauch Europa 2007:  > 10 Mio t
- Typen im Index:  PP, PET, PE-HD, PS, PVC, EPS, PE-LD, PE-LLD

A-Plastixx AutoInterior
- Anwendung: Kunststoffe im Automobil-Innenraum
- Produkte:  Spritzgießteile, Schäume, Folien, Thermoformteile (Funktionselemente, Instrumententafeln, Verkleidungen, Polster und Sitze, Himmel, Dekor …)
- Verbrauch Europa 2007:  > 1,3 Mio t
- Typen im Index:  PP, PUR, PE-LLD, ABS, PC, POM, PVC

A-Plastixx AutoNonInterior
- Anwendung: Thermoplaste im Automobil Exterior, Unter der Haube (Motorraum), Elektrik
- Produkte:  Überwiegend spritzgegossene und blasgeformte Teile (Bumper, Karosseriemodule, Gehäuse, Leitungen, Luftführungen, Scheiben, Beleuchtungselemente, Abdeckungen, Zierteile, Tanks, Kabel, Schalter, Funktionsteile…)
- Verbrauch Europa 2007:  > 1,3 Mio t
- Typen im Index: PP, PA, ABS, PVC, PC, PBT, PMMA

## Methodik
Der Plastixx sowie der A-Plastixx werden nach dem Prinzip des sog. "Paasche-Index" erstellt. In die monatliche Indexberechnung gehen die durchschnittlichen westeuropäischen Marktpreise der Materialien, gewichtet nach westeuropäischen Verbrauchsmengen, ein. Die Gewichtung nach Verbrauchsmengen wird jährlich aktualisiert. Die Daten basieren auf unabhängigen Umfragen von KI im Rahmen eines seit dem Jahr 2002 bestehenden Panels (Panelforschung). Da die Preisentwicklung der einzelnen Thermoplast-Typen unterschiedlich (auch gegenläufig) sein kann, lässt dieser Index allerdings keine Schlüsse auf die tatsächlichen Preisentwicklungen der jeweiligen Kunststofftypen zu.